# Карл-Гайнц Беккер
Карл-Гайнц Беккер (нім. Karl-Heinz Becker; нар. 2 січня 1914, Шведт, Бранденбург — пом. 3 жовтня 2000, Баргум, Шлезвіг-Гольштейн) — німецький офіцер, оберст повітряно-десантних військ Німеччини в роки Другої світової війни 1939–1945. Кавалер Лицарського хреста з Дубовим листям (1945).

## Біографія
Військова кар'єра
- 2 серпня 1936 — лейтенант
- 1 червня 1939 — обер-лейтенант
- 11 квітня 1942 — гауптман
- 24 травня 1943 — майор
- 1 жовтня 1944 — оберст-лейтенант
- 20 квітня 1945 — оберст

Карл-Гайнц Беккер народився 2 січня 1914 у містечку Шведт у прусській провінції Бранденбург. 10 жовтня 1934 поступив на службу до Державної поліції й був прийнятий до складу спеціального поліційного загону «Герман Герінг».
1 липня 1935 зарахований на курси підготовки офіцерів поліції у Потсдамі. 21 квітня 1936 після навчання прибув до 8-ї кулеметної роти полку «Генерал Герінг». 2 серпня 1936 присвоєне військове звання лейтенант, перебував на посадах командира взводу, з 21 травня 1937 заступник командира 5-ї роти полку. Продовжував службу на різних посадах у полку.
З початком Другої світової війни Карл-Гайнц Беккер брав участь у Польській кампанії, з квітня 1940 командир роти. У травні того ж року бився під час Французької кампанії на території Нідерландів у ході десантної операції. У травні 1941 року брав активну участь у масштабній висадці повітряного десанту на грецький острів Крит. За мужність та сміливість, проявлені у битві, удостоєний Лицарського хреста Залізного хреста.
З осені 1941 на німецько-радянському фронті, бився під Ленінградом. 16 січня 1943 був поранений на Східному фронті та відправлений на лікування до Німеччини.
З літа 1944 командир 5-го парашутного полку, що змагався з англо-американськими військами в Нормандії, Бельгії та Нідерландах. Бився за Сен-Ло, Аржантан, Трен.
Наприкінці війни командир 3-ї парашутної дивізії, з якою капітулював у Рурському котлі.

## Нагороди
- Медаль «За вислугу років у Вермахті» 4-го класу (4 роки)
- Знак парашутиста Німеччини
- Залізний хрест
  - 2-го класу (15 жовтня 1939)
  - 1-го класу (31 травня 1940)
- Лицарський хрест Залізного хреста з дубовим листям
  - лицарський хрест (9 липня 1941)
  - дубове листя (№780; 12 березня 1945)
- Медаль «За зимову кампанію на Сході 1941/42»
- Нарукавна стрічка «Крит»
- Нагрудний знак «За поранення» в чорному (7 лютого 1943)
- Німецький хрест в золоті (29 червня 1944)
- Відзначений у Вермахтберіхт (29 липня 1944)
- Нагрудний знак ближнього бою в сріблі (6 лютого 1945)